# 嘉隆帝
嘉隆帝（かりゅうてい、ベトナム語: Gia Long đế (ジャーロン・デー)）は、阮朝（現在のベトナム）の初代皇帝（在位: 1802年 - 1820年）。諱は阮福映（げん ふくえい、グエン・フック・アイン、ベトナム語: Nguyễn Phúc Ánh、「阮福映」とも表記される）。阮朝は一世一元の制を採用したため、治世の年号が皇帝の通称となった。「ジャーロン」は「嘉隆」のベトナム語読み。
南ベトナム地域を支配していた最後の広南国国王の甥である阮福映（後の嘉隆帝）は、1777年、西山朝の乱により一族が殺害されたとき、富国島に落ち延びなんとか難を逃れるも15歳で隠遁を余儀なくされた。その後何度かサイゴンを取り戻したり失ったりした後、フランスのカトリック司教であったピニョー・ド・ベーヌと親しくなった。ピニョーは阮福映による王位奪還の大義をフランス政府に訴え、志願兵を集めることに成功したが、すぐに失敗に終わった。1789年以降、阮福映は再び西山朝に台頭し、西山朝討伐のため北進を開始し、1802年には清朝との国境付近（以前は鄭主の支配下にあった）に到達した。度重なる敗北がありつつも、阮福映は、清の国境からシャム湾に至るまで、かつてないほどの広大な土地を持って、ベトナムを再統一することに成功した。
嘉隆帝の統治は儒教的な正統性で知られ、西山朝を打ち破り、古典的な儒教教育と官僚制を復活させた。嘉隆帝は首都をハノイからフエに移したが、それ以前の数世紀の間にハノイの人々も南に移動していたため、新しい首都（順化皇城）にいくつかの要塞と宮殿を建てた。また、フランスの専門知識を活用し、阮朝の防衛能力を近代化した。フランスからの援助に配慮した嘉隆帝は、ローマ・カトリックの宣教師の活動を容認した。彼の統治下、阮朝はインドシナ半島における軍事支配を強化し、タイ王国軍をカンボジアから追放して属国化した。

## 生涯
1762年2月8日、富春（現在のベトナム中部フエ）に生まれ、幼少期には他に2つの名前を持っていた: 阮福種（げん ふくしゅ）と阮福暖（げん ふくだん）。阮福映は、阮福ルァンと孝康皇后阮氏環の三男として生まれた。ルァンは広南国国王・阮福濶の次男で、長男はすでに当時の国王に先立ち死去していた。どちらの息子が後継者に指名されたかについては、さまざまな説がある。一説によると、ルァンが後継者に指名されたが、張福巒という高位のマンダリンが、死の床で阮福濶の後継者指名を変更し、1765年にルァンの弟である16男の阮福淳を王位に就けたという。同時期にルァンは投獄され、阮福淳の即位と同年の1765年に死去した。しかし、歴史学者のチェ・ビョンウクは、ルァンが後継者に指名されたという考えは事実に基づいているが、19世紀の阮朝の歴史家たちが、阮福映が嘉隆帝として即位した後に、皇帝の正統性を確立するために広めたものだと主張している。チェ氏によれば、阮福濶はもともと九男の阮福昊を選んでいたが、その息子が亡くなったため、張福巒に阮福淳を選ぶことを望んだという。その次の国王に阮福昊の長男、阮福暘が選ばれ、後に反政府派が正当性を与えるための飾りとして説得しようとしたが、うまくいかなかった。1775年、阮氏を支持する軍事指導者たちによって、阮福淳は阮福暘と権力を共有することを余儀なくされた。この時、阮福映は宮廷の権力者たちの間で政治的な支持を得ていなかった。
しかし、阮福淳は広南国王としての地位を失い、1777年に阮岳、阮恵、阮侶の通称西山三兄弟が率いた西山党の乱で阮福暘とともに殺害された。阮福映は、西山党の勝利を生き延びた南ベトナム地域の一族の中で最も年長のメンバーであり、この勝利により、阮一族はベトナム中部の中心地からサイゴンへと南下し、その後はるか南部のメコンデルタ地域へと押しやられた。この出来事によって、阮氏の権力階層は一変した； 阮福映の家族や初代広南国王阮潢はもともとベトナム北部のタインホア省の出身であり、軍部や文民の指導者の遺産はほとんどがここに由来していたが、西山朝の最初の軍事作戦の成功の結果、この古い権力基盤の多くが破壊され、阮福映は南部人からの支持を再構築しなければならず、後に阮朝が成立すると、嘉隆帝らは政権の中核となった。

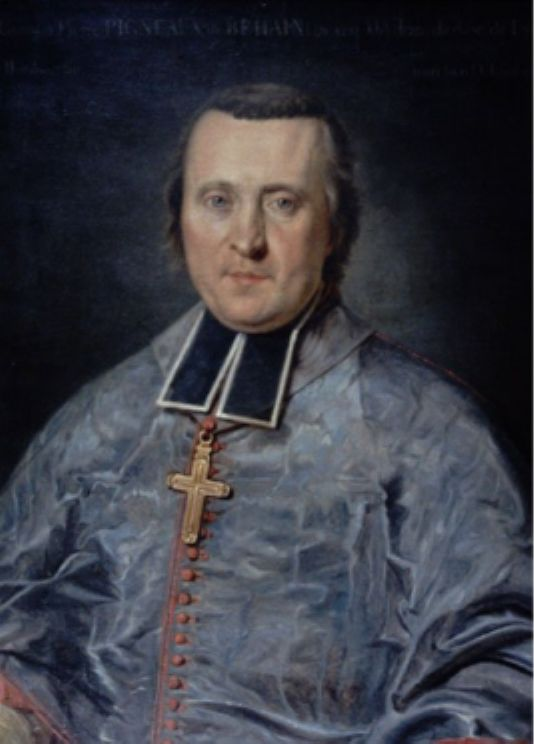
ピニョー・ド・ベーヌは、西山党の乱で阮福映のために軍隊を募集したフランス人司祭。

阮福映はラックザーのカトリック司祭ポール・ギ（Phaolô Hồ Văn Nghị）に保護された。その後、ベトナムの南海岸端にあるハティエン（Hà Tiên）に逃れ、そこでフランス人司祭のピニョー・ド・ベーヌ（Pigneau de Behaine）と出会い、アインの助言者となり、そしてアインの権力獲得に大きな役割を果たした。ポール・ギから情報を得たピニョーは、カンボジアの西山軍を避け、阮福映を援助するためにアインのもとへ向かった。再開したが、西山軍の追跡を避けるため、森に隠れた。その後二人は一緒にシャム湾のプロ・パンジャン島に逃れた。ピニョは、阮福映の勝利に実質的な役割を果たすことで、ベトナムのカトリック教会に重要な譲歩をもたらし、東南アジアでの拡大に貢献することを期待していた。
1777年末、西山軍のほとんどの兵はサイゴンを出発し、北上してベトナムの残り半分を支配していた鄭主を攻撃した。阮福映は密かに本土に戻り、支持者と合流してサイゴンを奪還した。このサイゴン奪還において、アインのために軍隊を組織し、カンボジアの傭兵や中国の海賊を加えていた阮王家の上級司令官杜清仁の尽力は決定的な助けとなった。翌年、杜は周辺のザーディン省から西山軍を追放し、西山の海軍艦隊に大損害を与えた。この有利な状況を利用し、グエン・アンはシャムに外交使節団を派遣し、友好条約を提案した。しかし、1779年にカンボジア人が親シャムの指導者であったアン・ノン2世に対して反旗を翻したため、この協定は頓挫した。阮福映は杜に反乱を支援させ、最終的にアン・ノン2世は決定的な敗北を喫し、処刑された。
杜は名誉があるうちにサイゴンに戻り、阮氏海軍の強化に力を注いだ。1780年、阮福映は自らの政治的地位を強化するため、杜率いるドンソン（Dông Sơn）軍の支援を得て、グエン・ブオン（Nguyễn vương、ベトナム語ではNguyễn kingまたはNguyễn ruler）を名乗った。1781年、カンボジアの政権を再び支配しようとするシャム軍に対抗するため、さらに軍を派遣した。その直後、阮福映は杜を惨殺した。その理由は不明だが、杜の名声と軍事的成功がアインの影を薄めていたからだと推測されている。当時、杜は舞台裏で、支配的とは言えないまでも、大きな権力を握っていた。後の阮朝の年代記によると、杜の権限には死刑の決定や予算配分の決定も含まれていた。また、杜は税を王室の支出に充てることを拒否していた。また、杜とその部下は、阮福映に対して無礼な振る舞いをしたと伝えられている。
西山の阮兄弟は、杜の処刑を聞いて祝賀ムードに包まれたと伝えられている。西山において杜は彼らが最も恐れていた広南軍の将校だったからである。一方杜の支持者の大部分が反乱を起こし、広南軍は弱体化し、数カ月以内に西山は主に海軍の砲撃によってサイゴンを奪還した。これにより阮福映はハティエン、そしてフーコック島への逃亡を余儀なくされた。一方、阮福映が不在の間、一部の勢力は抵抗を続けた。杜が殺害されたことで、杜に個人的に忠誠を誓っていた多くの南部の勢力が離反して反撃に出たため、短期的には阮福映の弱体化が進んだが、阮福映は自治権を獲得し、彼と協力する意思のあるドンソン地方の残存勢力を直接支配するための一歩を踏み出すことができた。阮福映はまた、広南軍と西山の拠点に挟まれた中央高地に権力基盤を持つチャウ・ヴァン・ティープ（Châu Văn Tiếp）の支援も受けていた。
1782年10月、阮福映の弟であるグエン・フック・マンとチャウ・ヴァン・ティープが率いる軍が西山軍をサイゴンから追い出すと、流れは再び変わった。阮福映はピニョーと同様にサイゴンに戻ったが、その勢力は弱く、1783年初頭の西山の反撃でグエンは大敗し、グエン・フック・マンは戦死した。阮福映は再びフーコックに逃れたが、今度は潜伏先が西山にバレてしまう。追撃する西山軍艦隊からなんとか逃れ、コンポンサム湾のコーロン島へ逃げるも、ここでも隠れ家が見つかり、反乱軍の艦隊に包囲された。しかし、台風がその地域を襲い、彼はなんとか海軍の包囲網を破り、混乱の中、別の島に逃れることができた。1784年初頭、阮福映はシャムの援助を求めたが、2万人の増員を持ってなお西山の力を弱めるには至らなかった。このため、阮福映は1785年にシャムへの亡命を余儀なくされた。さらに悪いことに、西山は収穫期になると南部の米作地帯を定期的に襲い、阮領から食糧を奪っていた。その後阮福映は、シャムの軍事援助を利用すれば、シャムに対するベトナム人の敵意が蔓延し、民衆の反発を招くという結論に達した。

## ピニョーとフランスの援助

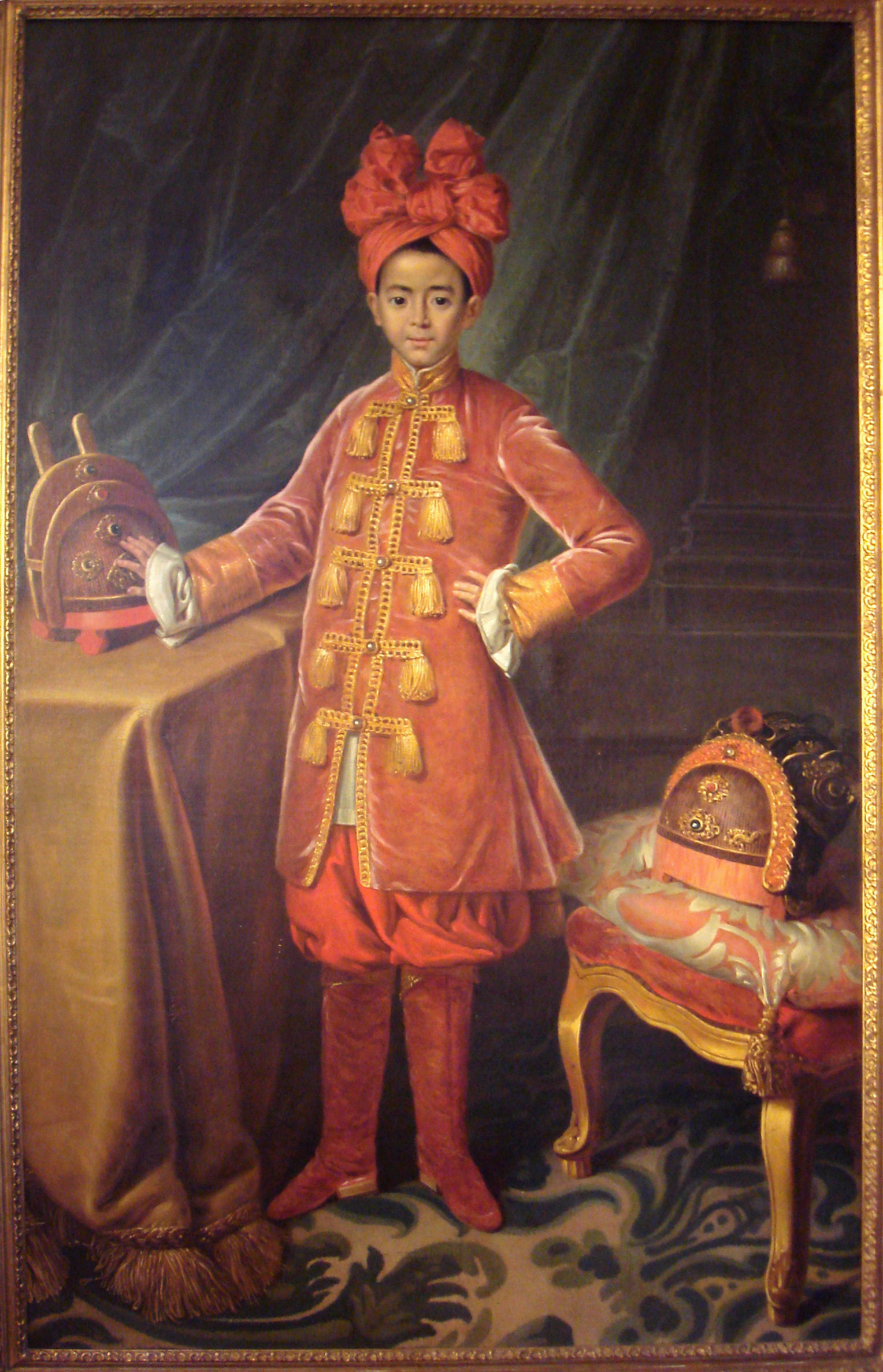
嘉隆帝の長男・阮福景の肖像（作・1787年）

自分の置かれた状況に絶望した阮福映は、ピニョーにフランスからの援助を要請し、誠意の証としてピニョーの同行者に息子の阮福景を連れて行くことを許可した。これは、阮福映がイギリス、オランダ、ポルトガル、スペインの支援を得ることを検討した末のことだった。ピニョーは、バタヴィアからオランダの援助を求めるという阮福映の当初の計画に反対し、プロテスタントであるオランダの援助がカトリックの発展を妨げることを恐れた。ピニョーは12月にベトナムを出発し、1785年2月、阮福映の印章を持ってインドのポンディシェリに到着した。阮福映は、軍事援助の見返りとしてフランスに譲歩することを許可していた。クタンソー・ド・アルグラン総督代理が率いるポンディシェリに首都を置いていたフランス領インドは、保守的な考えからベトナム南部への介入に断固反対した。ただでさえ複雑な状況をさらに複雑にしていたピニョーは、バチカンのスペイン人フランシスコ会から糾弾され、ピニョーは自身の政治的権限をポルトガル軍に移そうとした。ポルトガルは以前、阮福映に56隻の船を提供し、西山軍に対抗させていた。
1786年7月、ポンディシェリでの12ヶ月以上にわたるロビー活動が実を結ばなかったため、ダヴィド・シャルパンティエ・ド・コシニー総督はピニョーがフランスに戻り、王宮に直接援助を求めることを許可した。1787年2月、ルイ16世が住むヴェルサイユ宮殿に到着したピニョーは、阮福映を支援するフランス遠征の支持を集めるのに苦労した。その背景には、フランス革命前の国の財政状態の悪化があった。ピニョーは、以前ベトナムでフランスの商業利益を求めていたピエール・ポワブルに助けられた。ピニョーは宮殿に対し、フランスが阮福映に投資し、その見返りとしてベトナム沿岸のいくつかの要塞を手に入れれば、「中国と列島の海を支配する」能力を手にすることができ、それによってアジアの通商を支配することができると述べた。1787年11月、阮福映の名で、フランスとコーチシナ（ヨーロッパにおけるベトナム南部の呼称）との間に同盟条約が締結された。ピニョーはこの条約に「フランス王室コーチシナ弁務官」として署名した。フランスは、4隻のフリゲート艦、1,650人の完全装備のフランス兵、250人のインド兵を、プーロ・コンドール（コンダオ諸島）とトゥーラン（ダナン）の割譲と、他国を排除した樹木貿易の見返りに約束した。しかし、キリスト教宣教の自由は含まれていなかった。しかしピニョーは、ポンディシェリのトーマス・コンウェイ総督が協定を履行する気がないことを知った；コンウェイはパリから、もし援助があるとすれば、いつ組織するかを決めるよう指示されていた。そのためピニョーは、フランスで調達した資金でフランス人志願兵や傭兵を集めることを余儀なくされたが、成功。また、モーリシャスやポンディシェリから武器や軍需品を数回に分けて調達することにも成功した。

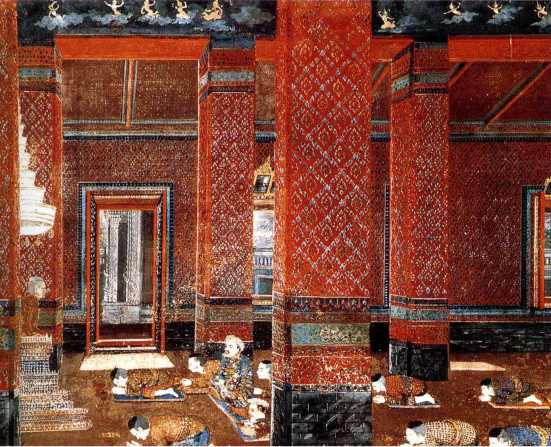
1782年、バンコクのプラボーロンマハーラーッチャワンに住むラーマ1世に謁見する阮福映の絵。

一方、バンコクのシャム王室（当時はラーマ1世が王）は阮福映を温かく迎えた。ベトナム人難民は、サムセンとバンポーの間に小さな村を建てることを許され、Long-kỳ（タイ語：Lat Tonpho）と名付けられた。阮福映は1787年8月まで軍を率いてシャムに滞在していた。また、阮福映の兵士はシャムの泰緬戦争 (1785年-1786年)に従軍した。1786年12月18日、阮福映はバンコクでポルトガルとの同盟条約に調印した。翌年、ゴア出身のポルトガル人アントニオ（An Tôn Lǭi）がバンコクを訪れ、西洋の兵士と軍船を阮福映にもたらした。これに対しシャム人は憤慨し、阮福映はポルトガル人からの援助を断らざるを得ない状態となった。この事件以降、阮福映はシャム人からの信用度が落ちていった。
ベトナム南部の支配を強化した西山朝大越は、ベトナム統一のために北上することを決定した。しかし、ザーディン駐屯地からの撤退により、南部の支配力は弱まった。さらに、阮岳が実弟の阮恵にクイニョン付近で攻撃されていること、阮岳を支援するため、鄧文真司令官がザーディンからさらに多くの西山軍を退避させていることが報告された。阮福映は、南部における西山軍の脆弱性を察知し、即座の攻勢に備えて国内外に軍を集結させた。阮福映は家に手紙を残して夜中に密かにシャムを離れ、船でベトナム南部へ向かうことにした。ベトナム行きのが出発の準備をしていると、近くの人々がそのことを聞きつけ、プラヤ・プラクランに報告した。プラヤ・プラクランはラーマ1世と前宮スラシンハナートに報告した。それに対しスラシンハナートは自らプラヤ・プラクラン達を追いかけまわすほど憤慨した。夜明けに、スラシンハナートは湾口で阮福映のボートを見た。ついにベトナムへ向かい脱出に成功したのであった。アインはハティエンに到着した後、ロンスイエン（カマウ市）に到着したが、ザーディン奪還の最初の試みは失敗に終わった。メコンデルタ生まれの司令官ヴォ・タインの説得に失敗したからである。翌年、阮福映はついに司令官を説得することに成功したが、妹を妾として司令官に差し出した後だった。阮福映は最終的にミトーを占領することに成功し、ここを作戦の主要な中継地点とし、軍隊を再建した。激戦の末、1788年9月7日にサイゴンを占領することに成功した。後を追いピニョーも4隻の船を編成してポンディシェリからベトナムに向け航海し、1789年7月24日にサイゴンに到着した。このフランス・阮福映などの連合軍は阮福映のベトナム南部の支配を強化するのに貢献した。外国からの援助の正確な規模や、その貢献の重要性については議論が分かれるところである。初期の研究者たちは、最大で400人のフランス人が入隊したと主張していたが、最近の研究では、約12人の将校とともに100人以下の兵士しかいなかったという主張もある。

## 南ベトナム併合
10年以上にわたる戦闘の末、阮福映はようやくサイゴンを十分な期間支配することに成功し、この地域に長らく使用することとなる拠点を築き、西山軍との最終決戦の準備を整えるのに十分な時間を得ることができた。サイゴンや南ベトナムにおいて阮福映の存在が定着し、この地域が政治的な拠点と区別され、関連づけられるようになったからである。また、阮福映の軍隊は強化され、役員も再確立された。歴史家のキース・テイラーによれば、ベトナム南部の3分の1が「ベトナム語を話す人々の間で戦争や政治にうまく参加できる地域として」統合されたのはこれが初めてであり、これにより「ベトナム語を話す人々が居住する他のすべての場所と覇権を争う」ことができたという。1788年には、軍人と文官からなる高官による会議が設置され、同年、ザーディンの男性人口の半分を強制的に徴税する制度も導入された。その2年後には、クメール人や中国人を含むすべての人種からの阮氏の支持基盤を強化するために軍事植民地制度が実施された。
ピニョーによって入隊させられたフランス人将校は、阮福映の軍隊の訓練に役立ち、西洋の戦闘技術の専門知識を戦争のために導入した。海軍はジャン＝マリー・ダヨが訓練し、青銅メッキの艦艇の建造を監督した。オリヴィエ・ド・ピュイマネルは軍隊の訓練と要塞の建設を担当した。オリヴィエはヨーロッパ式の歩兵訓練、陣形、戦術を導入する一方で、ヨーロッパ式の大砲の製造と使用に関するさまざまな方法を促進し、それによって大砲と投射砲を軍隊の中心的な部分とした。ピニョーをはじめとする宣教師たちは、阮福映の代理人として軍需品やその他の軍事物資を購入した。ピニョーは1799年に亡くなるまで、顧問や事実上の外相も務めた。ピニョーの死に際して、嘉隆帝による葬儀中の演説では、このフランス人を 「コーチシナの宮廷に現れた最も高名な外国人」 と表現した。ピニョーは、皇太子、宮廷の全官吏、12,000人の衛兵、40,000人の弔問客の面前で埋葬された。

### 城塞

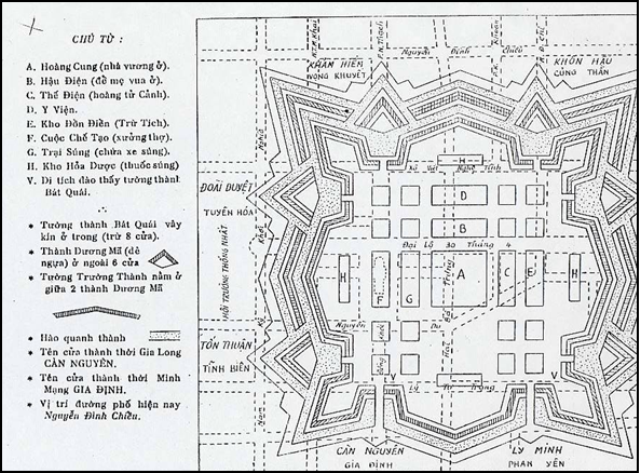
城塞の設計図。

サイゴン奪還後、阮福映は権力基盤を固め、西山軍破壊を準備した。西山軍は定期的に南部を襲撃し、毎年の稲作を略奪していたので、阮福映は防衛を強化することに熱心だった。阮福映がまずとった行動の一つは、フランスの将校たちにサイゴンに近代的なヨーロッパ風の城塞の設計と建設の監督を依頼することであった。城塞はセオドア・ルブランとド・ピュイマネルによって設計され、1790年の建設には3万人が動員された。町民とマンダリンたちは、この仕事に懲罰的な税金を課され、労働者たちは酷使を原因に反乱を起こした。完成した石造りの城塞の周囲は、セバスティアン・ル・プレストル・ド・ヴォーバンの城塞モデルで4,176メートルだった。城塞は三方を既存の水路に囲まれており、天然の地形により防御力をより高めていた。城塞の建設後、西山の軍勢がサイゴン川を下ってサイゴン奪還を試みることは二度となく、その存在は阮福映に敵対勢力に対する心理的優位をもたらした。阮福映は城塞に個人的に強い関心を持ち、フランス人の政治関係者に本国へ帰ることを命じ、城塞に関する最新の科学的・技術的研究の書物を持ち帰らせた。なお、阮氏が住む王宮は城塞内に建てられた。

### 農業改革と経済成長
南ベトナム地域を確保した阮福映は、農業改革に目を向けた。併合前に西山海軍が内陸の水路を使って稲作を襲撃したため、南ベトナム地域は慢性的な米不足に見舞われていた。土地は非常に肥沃であったが、南ベトナム地域はまだ農業的には十分に開拓されておらず、比較的最近になって併合後にベトナム人入植者が入植した程度であった。さらに、西山軍との長期戦の間、農業活動も大幅に縮小されていた。阮福映の農業改革は、伝統的な農地拡大形態である「đồn điền」（đồn điềnは「軍事入植地」または「軍事保有地」と訳され、この植民地化の軍事的起源に重点を置いている）を南に拡大することを基本としていた。これらは、15世紀の黎聖宗の治世に、ベトナムの南方への拡大において初めて使用されたものだった。話を戻し阮福映の農業改革において中央政府は軍部隊に農具や栄養補給や植え付け用の穀物を供給した。そして兵士たちは、防衛、開拓、耕作のために土地を割り当てられ、収穫の一部を税金として納めなければならなかった。かつては、征服した先住民から土地を接収していたため、軍の駐留が必要だった。阮福映の統治下では、通常、平定は必要なかったが、基本的なモデルはそのまま残った。入植者は休耕地を与えられ、農機具、家畜、穀物を与えられた。数年後には穀物税の支払いが義務づけられた。この制度により、耕作されていない遊休地が大幅に減少した。その結果、州によって課税される穀物が大量に余るようになった。
1800年までには、農業生産性の向上により、阮福映は3万人以上の兵士を擁する大規模な軍隊と1,200隻を超える海軍を支えることができた。国営の穀物貯蔵庫の余剰分は、ヨーロッパやアジアの商人に売却され、特に鉄、青銅、硫黄などの軍事用原材料の輸入を促進した。また、政府は地元の農民から上白糖を購入し、ヨーロッパの製造業者から武器と交換した。食糧余剰のおかげで、阮福映は自身の臣民の士気と忠誠心を向上させる福祉活動に従事することができ、それによって彼の支持基盤を増やすことができた。余剰した穀物は、阮軍が西山領内に進軍した後、サイゴンを北上するルート沿いに建設された穀物貯蔵庫に保管された。これによって、阮軍は征服しようとしている地域から食糧を調達するのではなく、南方から調達した食糧で賄うことができた。新たに獲得した地域には免税が与えられ、降伏した西山のマンダリンは阮福映政権の通常の高官と同じ給料で同等の役職に任命された。

### 海軍の強化

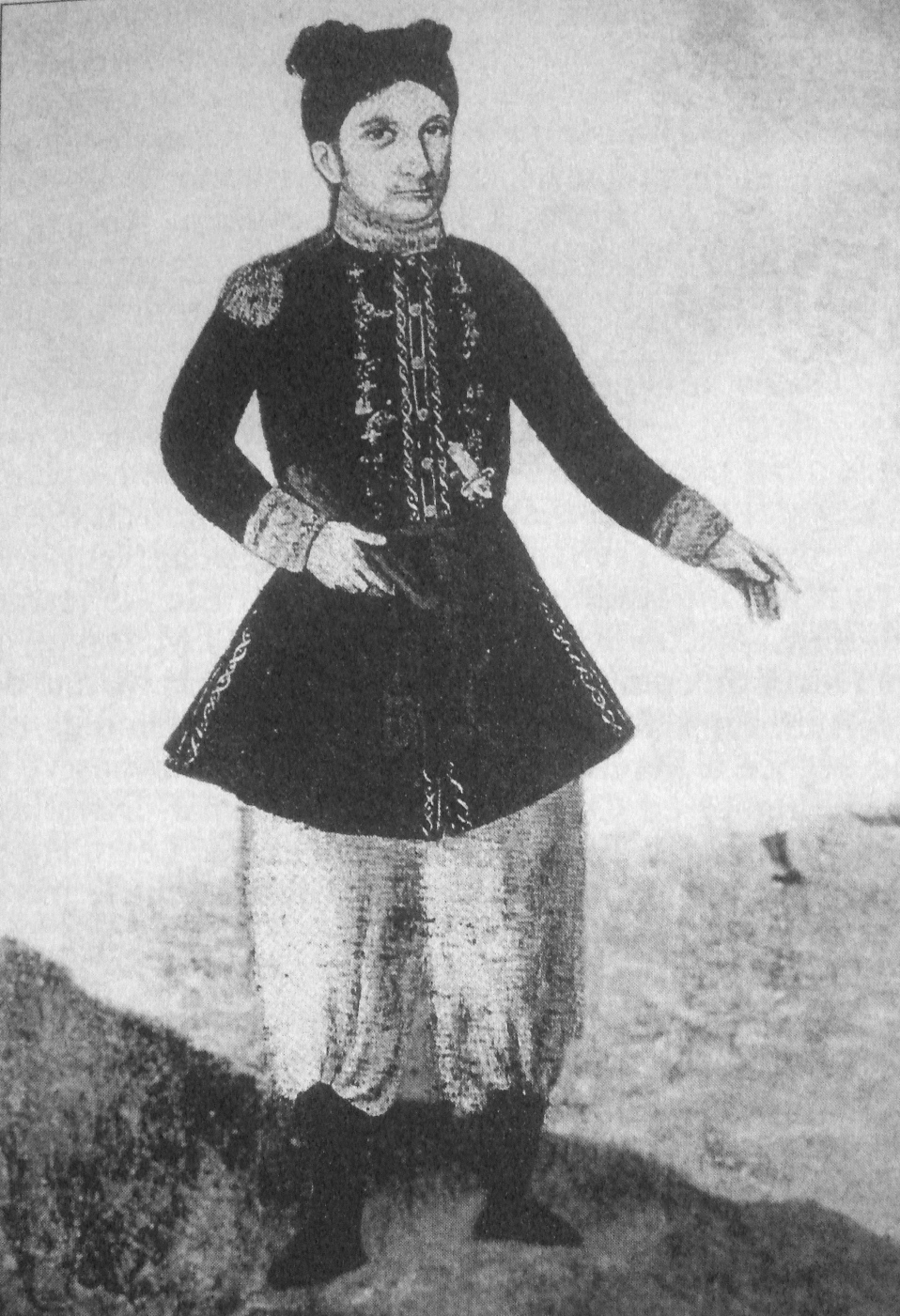
フランス海軍士官ジャン＝バティスト・シェニョーは、嘉隆帝に仕えた。

阮福映は、新しく建設されたサイゴン海軍工廠を利用して、それまでの西山海軍艦隊よりもはるかに小さく、これまで田畑への襲撃を防ぐことができなかった劣勢な水軍を改善した。阮福映は、1781年に初めて近代的な海軍艦艇を手に入れようとし、ピニョーの助言により、乗組員と大砲を備えたヨーロッパ設計のポルトガル船をチャーターした。この最初の経験は悲惨なものとなった。理由は不明だが、2隻の船は西山軍との戦いの最中に逃走し、怒ったベトナム兵が3隻目の乗組員を殺害した。1789年、ピニョーは2隻の船とともにポンディシェリからベトナムに戻り、長期にわたって阮軍の御用船となった。やがて、フランス人将校の指揮の下、当初のフランス人とインド人の乗組員に代わってベトナム人の船員が活躍するようになった。阮福映はベトナム船を補強するため、さらにヨーロッパ船をチャーターしたり購入したりするようになった。しかし、伝統的なベトナム式ガレー船や小型帆船が艦隊の主力であることに変わりはなかった。1794年までには、2隻のヨーロッパ船が200隻のベトナム船と共にクイニョン付近の西山勢力に対して攻撃を行っていた。1799年、ベリーという名のイギリス人貿易商は、阮軍船団が100隻のガレー船、40隻のジャンク船、200隻の小型帆船、800隻の運搬船を率いてサイゴン川に沿ってサイゴンを出発し、3隻のヨーロッパ製スループを伴ったと報告した。1801年、海軍の一部門には、60門の砲で武装したヨーロッパ船が9隻、50門の砲を持つ船が5隻、16門の砲を持つ船が40隻、ジャンク船100隻、ガレー船119隻、小型船365隻が含まれていたと報告されている。
ほとんどのヨーロッパ式艦船は、阮福映がサイゴンに建設した造船所で建造された。阮福映は艦船製造に個人的に深い関心を持ち、直接作業を監督し、一日に何時間もドックサイドで過ごした。目撃者の一人は、「彼の野心の主要な傾向の一つは海軍科学であり、その証拠に、彼はヨーロッパの計画に基づいて戦列艦を建造すると言っているのを聞いたことがある」と述べている。1792年までに15隻のフリゲートが建造され、中国とヨーロッパの様式が混在した設計で、14門の砲を装備していた。ベトナムの造船技師たちは、ヨーロッパの造船技術を理解するために、ヨーロッパの古い船を解体して構成要素に分解し、再び組み立てることでヨーロッパの海軍建築を学んだ。そして、新たに得た知識を応用して、船のレプリカを製作した。阮福映は海軍大工の技術を学び、熟練していたと言われ、ピニョーが翻訳したフランスの書物、特にドゥニ・ディドロとジャン・ル・ロン・ダランベールの『百科全書』から航海理論を学んだ。サイゴンの造船所は、ヨーロッパの旅行者から広く賞賛された。
阮福映は、軍事技術に関してはフランス人将校を大いに頼りにしていたにもかかわらず、軍部の構成においては自身に忠実なベトナム人に限定していた。フランス人は、阮福映がフランス側の戦術的助言を受け入れないことを非難した。シェニョーの報告によると、ヨーロッパ人たちは阮福映に対して、フランスが軍事において主導権を握り、西山の施設に対して大胆な攻撃を仕掛けるよう常に求めていた。阮福映はこれを拒否し、ゆっくりと作戦を進め、ある地域で獲得した戦果を固め、経済的・軍事的基盤を強化してから、別の地域を攻撃することを望んだ。1788年にサイゴンに居を構えてからの4年間、阮福映は生産性の高い水田が広がるザーディン地域の支配を強化することに注力し、カインホア、フーイエン、ビントゥアンといった北部の地域にも一定の支配力を及ぼしたが、北部地域での主な活動は主に海軍によるもので、土地の占領には力を入れなかった。というのも、これらの地域は米の生産があまり盛んではなく、しばしば飢饉に見舞われていたため、土地を占領すると住民に食料を供給する義務が生じ、資源を圧迫することになるからである。この4年間に、阮福映はシャム、カンボジア、南方のマラッカ海峡に使節団を派遣し、ヨーロッパの軍備を購入した。
やがて阮福映は、戦場における同盟国フランスの軍事的役割を徐々に減らしていった。1792年のティナイでの海戦では、ダヨが阮軍による敵に対する水上攻撃を指揮したが、1801年までには、同じ海域での海上攻撃はNguyen Van Truong、武彝巍、黎文悦が指揮し、シェニョー、ヴァニエ、ド・フォルサンが支援に回っていた。1793年のクイニョンに対する歩兵攻撃は、阮氏の歴史学によれば、「西洋の兵」と協力して行われたとされる。同じ資料によると、1801年までには、同地域での、阮の作戦はベトナムの将軍が指揮を執り、シェニョーとヴァニエは補給線の編成を担当していた。

### ベトナムの統一

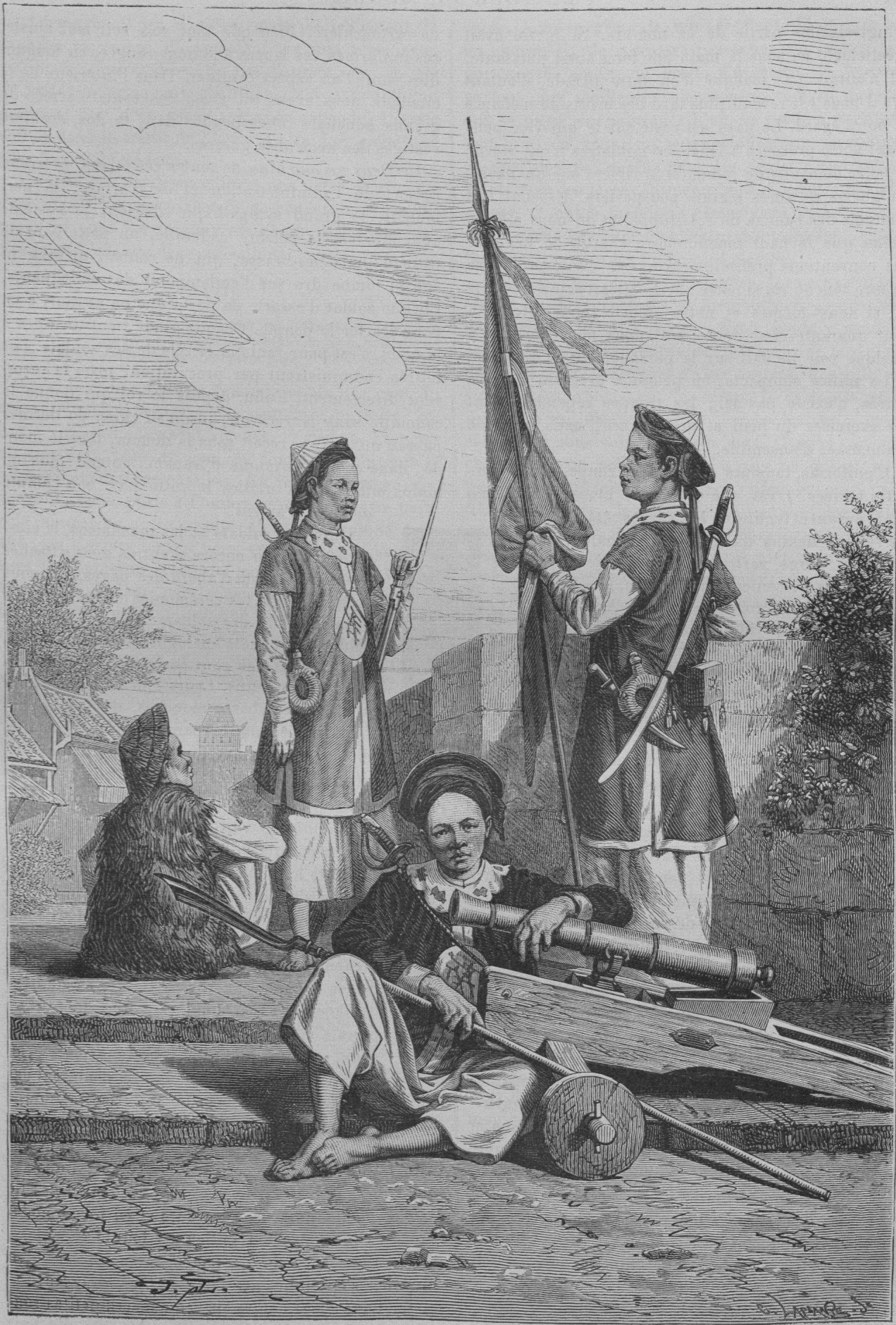
阮朝のベトナム人ティライユール

1792年、西山三兄弟の中の、黎朝と中国をベトナム北部から追い出、ベトナム皇帝として認められ最も注目された次男の阮恵が急死した。阮福映はこの状況に乗じて北へ攻め上った。この頃には、最大で80人に満たなかったと推定される元のフランス兵の大部分が去っていた。戦闘の大部分は、ベトナム中部のニャチャンと、そのさらに北にある西山兄弟の出身地であり本拠地でもあるビンディン省のクイニョンの海岸沿いの町とその周辺で起こった。阮福映は、拡張・近代化された海軍艦隊を、西山領沿岸部に対する襲撃に投入することから始めた。艦隊はサイゴンを出発し、毎年6月から7月にかけて南西の風に乗って北上した。海軍の攻撃は歩兵の作戦によって強化された。その後艦隊はモンスーンが終わると北東の風に乗って南へ戻る計画である。ヨーロッパの大型の風力発電船、阮海軍に圧倒的な大砲の優位性をもたらした。伝統的なガレー船と、規律、技術、勇敢さで高く評価された乗組員との組み合わせにより、阮艦隊のヨーロッパ式船舶は1792年と1793年に西山に対して数百の損害を与えた。
1794年、ニャチャンでの作戦が成功した後、阮福映はド・ピュイマネルに、季節風である北東の風を受けながら南へ退却する代わりに、市近郊のズィエンカイン県に城塞を築くよう命じた。阮福映の長男で嫡男の阮福景が指揮を執り、ピニョーとド・ピュイマネルが建築を支援した。1794年5月、西山軍はズィエンカインを包囲したが、阮軍はこれを阻止した。包囲が終わって間もなく、サイゴンから援軍が到着し、西山に対する攻撃作戦が正式に再開された。この作戦は、阮軍が不順な季節に西山拠点中心部で活動できた初めての機会であった。この城塞の防衛成功は、阮側にとって心理的においても優位性を取ることとなり、一年中いつでも西山の領土に侵入できることを証明した。その後、阮勢力は徐々に西山の拠点を占領していった。
1799年に阮福景率いる阮軍に占領されるまで、クイニョン要塞では激しい戦闘が繰り広げられた。しかし、西山領クイニョンはすぐ陥落し、1801年まで取り戻されることはなかった。改良された海軍の優れた火力は、大規模な陸上攻撃を支援し、最終的な都市奪還に決定的な役割を果たした。西山の拠点であったクイニョンを占領したことで、西山によるベトナム統一はほぼ不可能となった。6月、広南国の首都であったフエが陥落・阮の手にまた戻り、阮福映は嘉隆帝の名で皇帝に即位した。この治世名に関する一般的な俗説は、サイゴンとハノイに由来し、ベトナム北部と南部の統一を象徴しているというものだが、それを裏付ける現代的な証拠はない。そして、1802年7月22日にハノイを占領し、瞬く間に北部を制圧した。四半世紀にわたる絶え間ない戦いの後、嘉隆帝は分裂していた領土を統一し、最終的に現在のベトナムを統治し、阮一族をそれまでベトナムの王族が占めたことのない地位へと押し上げた。ベトナムはかつて持ったことない大きさの領土を統治することとなった。嘉隆帝は、北は中国から南はシャム湾とカマウ半島まで広がる領土を支配した最初のベトナムの支配者となった。嘉隆帝はその後、中国・清朝に正式な承認を請願し、すぐに承認された。フランスがピニョーの署名した条約を守らなかったことは、ベトナムが約束した領土と交易権を割譲する義務がなかったことを意味する。
阮一族は西山による華人虐殺事件により、多くの華人から支持され、西山に対抗した。それゆえ、嘉隆帝の手によって西山が滅亡し、敗北したのは、少なくとも部分的には、嘉隆帝に対する中国民族の支援によるものであった。

## 統治
嘉隆帝の統治は厳格な儒教的正統主義で知られた。西山政権を倒すと、西山によって行われてきた政治改革を停止し、古典的な儒教の教育と官僚制を再び導入した。数世紀にわたる人々の南部への移動を反映し、首都を北部のハノイから中部フエに移した。皇帝は新しい首都に新しい要塞と宮殿を建設した。フランスの専門知識を活用し、ベトナムの防衛力を近代化させた。また、フランスの友人の援助に感謝し、カトリックの宣教師の活動を許可したが、後継者たちからはあまり容認されなかった。嘉隆の統治下、ベトナムはインドシナにおける軍事的優位を強化し、シャムをカンボジアから追放して属国とした。にもかかわらず、彼はヨーロッパ列強に対して比較的孤立主義的だった。

### ベトナムの国名変更
嘉隆帝は中国の朝貢制度（冊封体制）に参加することを決めた。清国に使節を派遣し、国名を南越に変更するよう要請した。嘉隆帝は、南越の語源は、古代中国の記録に登場するベトナムの北部と南部の2つの地名、安南と越裳に由来し、国の統一を象徴していると説明した。清の皇帝であった嘉慶帝は、古代に存在した南越国と同じ名前であり、当時の南越国の領土には当時清に属していた兩廣が含まれていたため、要求を拒否した。その代わり、嘉慶帝は越南に変更することに同意した。尚『大南寔録』に命名をめぐる外交文書が収められている。
しかし、嘉隆帝は中国の儒教を手本として、中国帝国の制度を模倣し、ベトナム帝国の朝貢制度を作ろうとした。1805年、嘉隆はベトナムの呼称として、中国を指す言葉と全く同じ「チュン・クォック（中國）」を使用した。
嘉隆帝がクメール人とベトナム人を区別する際に「Hán di hữu hạn」（漢夷有限、「ベトナム人と蛮族は国境を明確にしなければならない」）と言った。明命帝は、少数民族である非ベトナム人を対象とした馴化統合政策を実施した。Thanh nhân（清人）はベトナム人が中国人を指すのに使われ、ベトナム人は自分たちのことをHán nhân（漢人）と呼んだ。

### 行政の構造

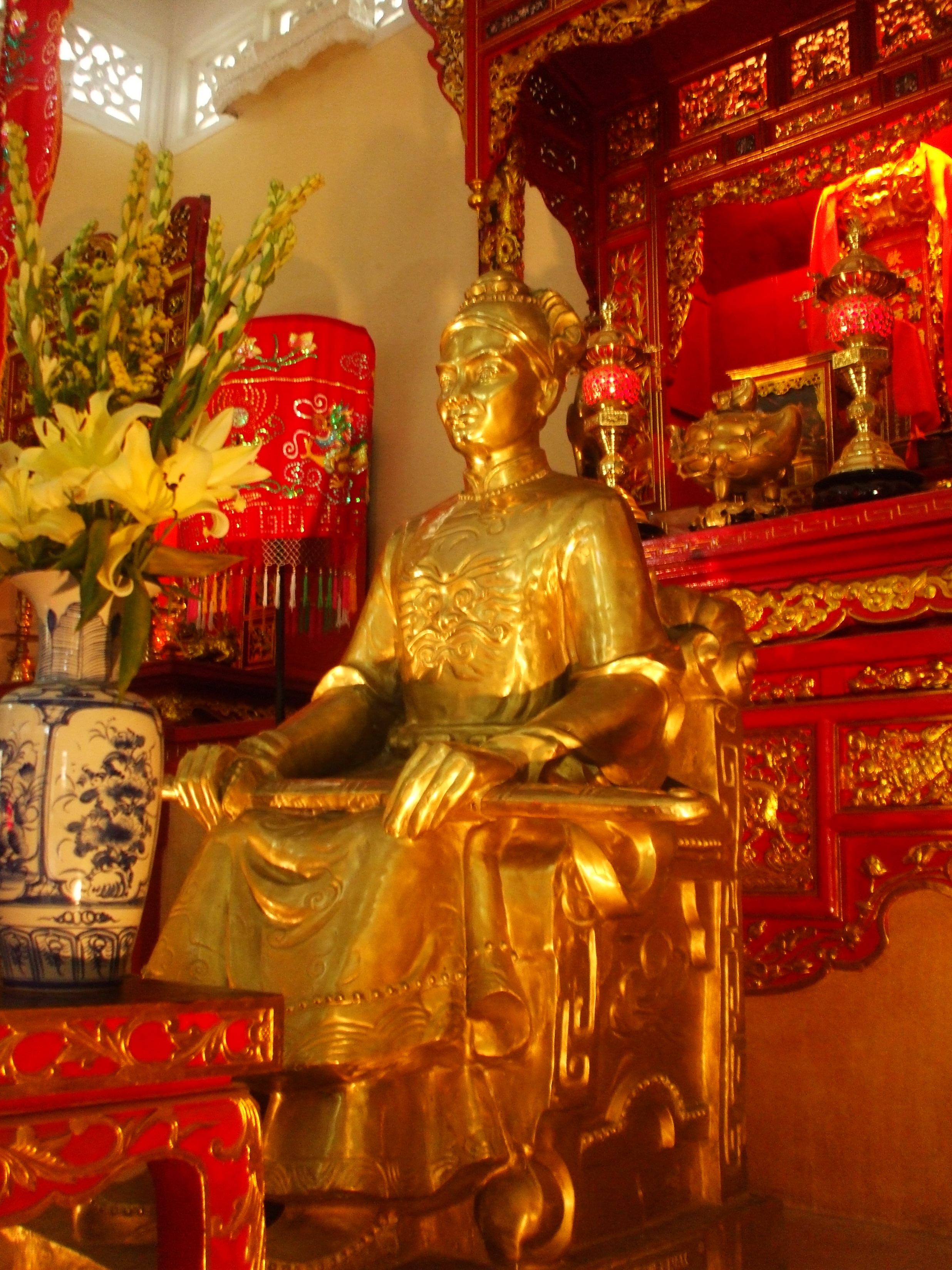
黎文悦は、コーチシナに位置する4省で最も長く、そして最後の軍事的指導者であった。

西山との戦闘中、阮福映は国民に指導力を証明するため、官僚制を維持した。絶え間ない戦乱のため、軍人は一般的に彼の側近の中で最も著名なメンバーであった。このような軍事的な後ろ盾への依存は、彼の治世を通じて現れ続けた。ベトナムは3つの行政地域に分割された。阮族の旧領土は帝国の中央部を形成し、9つの省から成り、そのうち5つの省は嘉隆帝とフエのマンダリンが直接統治していた。フエの中央行政は、6つの行政機関に分かれていた:公共部、財政部、儀式部、戦争部、正義部、公共事業部。それぞれが大臣の下に置かれ、2人の代議員と2、3人の議員が補佐した。これらの行政機関には、約70人の職員がさまざまな部署に配属されていた。そしてこれらの行政機関の代表者が最高評議会を構成した。財務長官と司法長官が、いくつかの州を担当する総督を補佐した。地方行政区画はトラ（trấn）とディン（dinh）に分類された。これらは順にフー（phủ）、フエン（huyện）、チャウ（châu）に分けられた。行政においてすべての重要事項が、嘉隆帝の立ち会いのもと、最高評議会で協議された。官僚たちは報告書を提出し、議論と意思決定を行った。最高会議に参加する官僚は、6つの省と学会卒の高官から選ばれた。
嘉隆帝は何世紀にもわたる国家の分裂後、急速な中央集権化により揺さぶられることを望まなかったため、ベトナムの北部と南部を慎重に扱った。トンキンにおいては、ハノイに帝国軍指導者 (quan tổng trấn) の行政所在地を持ち、13の州 (tổng trấn Bắc Thành) を持っていたが、紅河デルタでは旧・黎朝時代の行政府の役人が引き続き在任した。南部では、サイゴンはコーチシナ4省（tổng trấn Gia Định）の省都として機能し、軍事指導者の所在地でもあった。各都市の城塞は、その軍事的防衛区域を直接管理していた。この制度により、嘉隆帝は自分の有力な支持者たちに非常に強力な地位を与えることができ、通常の行政・法律問題についてはほぼ完全に自治権を与えることができた。この制度は、息子の阮福景が国政を中央集権化する1831-32年まで続いた。
数世紀にわたる内戦の後、安定した行政を再確立しようとした嘉隆帝は、革新的とは評価されず、伝統的な行政の枠組みを好んだ人物として知られている。嘉隆帝がベトナムを統一したとき、シャルル・メイボンはこの国を混沌としていたと評している：「行政の車輪が歪んでいたか、もはや存在していなかった。役人の幹部は空っぽで、ヒエラルキーは破壊された；税金は徴収されず、共有財産のリストは消え、所有権は失われ、畑は放棄された；道路橋や公共穀倉は整備されていなかった；鉱山での労働は停止していた。司法行政は中断され、すべての州は海賊の餌食となり、法律違反は罰せられず、法律自体も不確実になっていた。」 

### 対外的な軍事関係
17世紀から18世紀にかけて、カンボジアは衰退し（カンボジアの暗黒時代と言われる）、ベトナム人がそれまでカンボジア領だったメコンデルタに南下してきた。さらに、カンボジアはベトナムとシャムの両方から定期的に侵略を受けていた。カンボジアは、2つの大きな隣国の内紛に左右され、支配の両極の間で不安定に揺れ動いていた。1796年、親シャムだったアン・エン王が死去し、1791年生まれのアンチャン王子が残された。嘉隆帝がベトナムを統一したとき、アン・エンは阮朝の影響力を抑えるためにシャムから叙任を受けたが、1803年、カンボジアの使節団が嘉隆帝をなだめるために阮朝に貢物を納めるようになり、それが毎年の恒例行事となった。1807年、アンチャン王子は嘉隆帝の家臣として正式に任命されることを要請した。嘉隆帝はこれに対し、任命書と金メッキの銀印章を携えた大使を派遣した。1812年、アン・チャン王子は兄チェイチェーター5世からの権力の分与の要求を拒否し、反乱を引き起こした。シャムは軍隊を派遣して反乱を起こしたアン・チャン王子を支援し、王子を即位させて嘉隆帝からカンボジアへの影響力を奪おうとした。1813年、嘉隆帝も大規模な軍隊を派遣し、シャム軍とチェイチェーター5世をカンボジアから追放した。その結果、カンボジアの首都プノンペンの城塞にベトナム軍駐屯地が設置された。その後、シャムは嘉隆帝の統治下でカンボジアの支配権を取り戻そうとはしなかった。
時を同じくしてフランスのナポレオンは、インドにおける会社による支配（フランス東インド会社、フランス西インド会社）を脅かす拠点としてベトナムを征服することを目指したが、ヨーロッパ本土での巨大な軍事的野心にとらわれていたため、実現することはなかった。しかし、フランスはナポレオンによる治世の間、ベトナムにスポークスマンを常駐させた唯一のヨーロッパの大国であり続けた。

### 通商関係
ピニョーによりフランスとの取引は頓挫してしまったため、嘉隆帝は自国を西洋貿易に対して閉鎖的な状態に保つことができた。また、嘉隆帝はヨーロッパの商業的な誘いには概して否定的だった。これは、どの国にも便宜を図らず、ヨーロッパのあらゆる国との友好関係を維持しようとする政策の一環であった。1804年、イギリスの代表団がベトナムとの貿易特権の交渉を試みた。これは1822年まで唯一の申し出であったが、ナポレオン戦争の間、ヨーロッパはアジアへの関心を失っていたことが原因と思われる。嘉隆帝はマドラスとカルカッタのイギリス企業から信用取引で武器を購入し、イギリス東インド会社はジョン・ロバーツをフエに派遣した。しかし、ロバーツの贈り物は追い返され、商取引の交渉は始まらなかった。イギリスはその後、ベトナムとの独占貿易権とホイアン近くのチャム島の割譲を要求したが、オランダからのさらなる要求と同様に拒否された。これら2つの失敗の原因は、フランスのマンダリンの影響であった。1817年、フランスのアルマン・エマニュエル・ド・ヴィニュロー・デュ・プレシ首相は、「フランスの同情を示し、嘉隆帝にフランス国王の慈悲深さを保証する」ため、52門の大砲を搭載したフリゲート艦シベレ号をトゥーラン（現在のダナン）に派遣した。船の船長は、表向きはフランス国王からの王室の手紙を持っていないという儀礼上の理由で追い返された。
戴冠式の後、嘉隆帝は4人のフランス人将校を侍らせた: フィリップ・ヴァニエール、ジャン＝バティスト・シェニョー、ド・フォーセント、医師のジャン・マリー・デスピオーである。全員が高位のマンダリンとなり、厚遇された。4人は50人ずつの護衛と豪華な住居を与えられ、皇帝の前にひれ伏すことを免除された。ポンディシェリのフランス政府高官からナポレオン・ボナパルトに、ベトナムとの国交回復を勧めたが、ナポレオンがヨーロッパでの戦争に気を取られていたため、徒労に終わった。しかし、リシュリューの努力により、ボルドーのフランス商人たちは後にベトナムとの貿易を始めることができた。

### 国内政策と資本政策

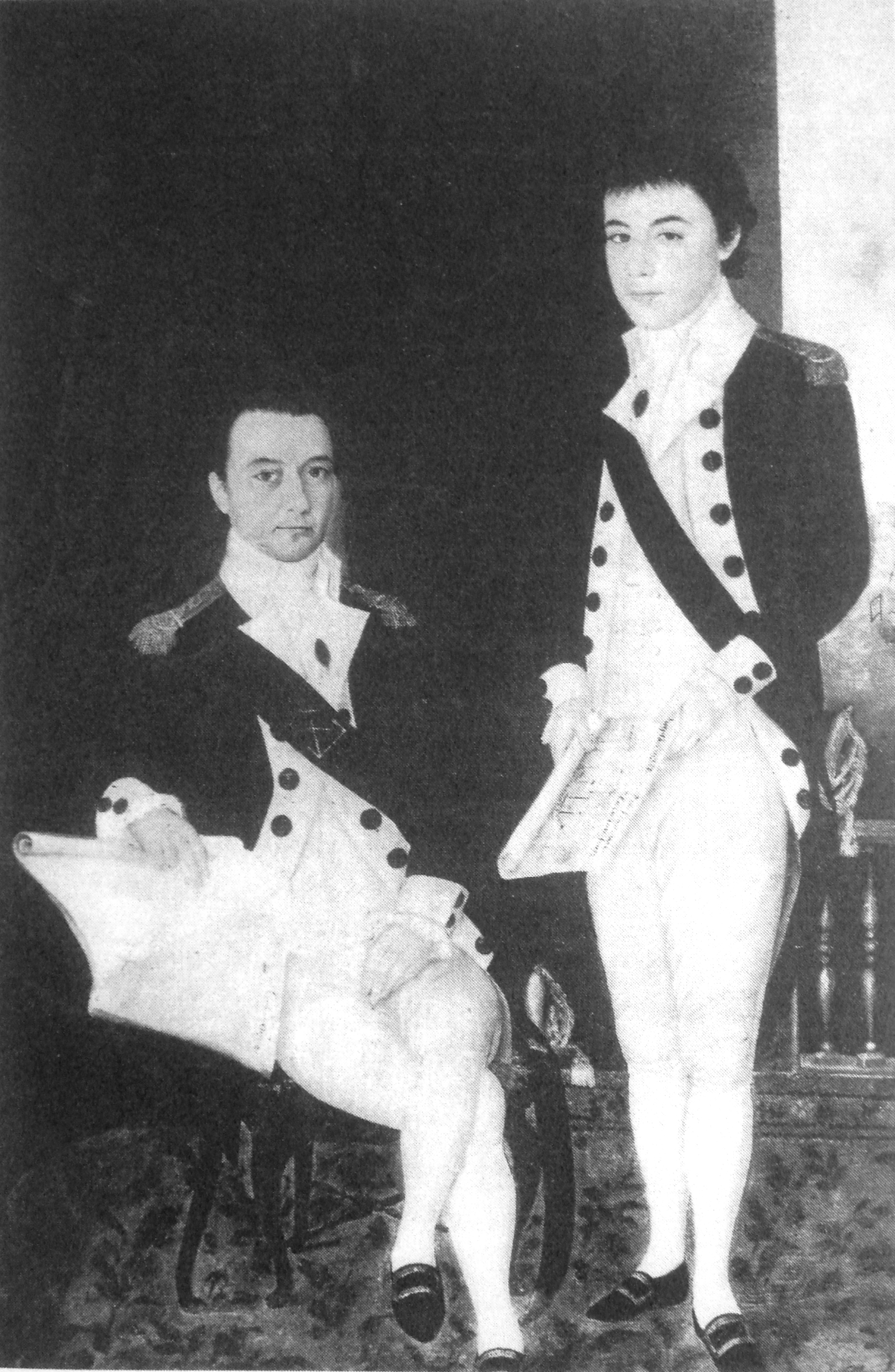
ジャン＝マリー・ダヨ（左）は阮海軍に対する訓練で主導的な役割を果たした。

嘉隆帝は、王、貴族、高官による大規模な土地所有をすべて廃止した。嘉隆帝は、800年前から行われていた、村やその集団の税金の一部を役人に支払い、貴族に報奨や寄付をするという慣習を廃止した。既存の公道は修復され、新しい道路が建設され、サイゴンからランソンまでの南北の道路は修復された。嘉隆帝は幹線道路沿いで営業する郵便組織を組織し、干ばつの影響を受けた年の飢餓を緩和するために公共の倉庫が建てられた。また、金融改革を行い、より社会化された農業政策を実施した。しかし、人口増加のスピードは開墾や耕作の増加スピードをはるかに上回った。農業技術の革新はほとんど重視されなかったため、生産性の向上は主に耕作農地の拡大からもたらされた。
内戦終結後も、嘉隆帝はフランス人将校の監督下で建設された2つの城塞に、さらに城塞を建設することを決定した。嘉隆帝はその効果を確信し、18年間の治世の間に、さらに11の城塞が全国に建設された。大半は五角形や六角形のヴォーバンの様式で建てられたが、少数派として中国の伝統的な四角形の設計で建てられたものもある。要塞は北部のヴィン、タインホア、バクニン、ハティエン、タイグエン、ハイズオン、中部のフエ、クアンガイ、カインホア、ビンディン、メコンデルタのヴィンロンに建設された。建設が最も盛んに行われたのは嘉隆帝統治時代の初期で、嘉隆帝崩御までの最後の6年間に建設されたのは11のうちの1つだけだった。ド・ピュイマネルとセオドア・ルブランは終戦前にベトナムを離れたため、要塞の設計はベトナム人技師が行い、工事を監督した。陸軍省に城塞監督官という役職が設けられ、工事の責任者となったが、これは嘉隆帝が要塞を重要視していたことを物語っている。嘉隆帝の要塞建設計画は、民衆が昼夜を問わず天候に左右されることなく労働に駆り出され、その結果、土地が休耕地となったという非難によって妨害された例もあった。宦官の汚職や圧制的な税制への不満は、しばしば彼の政府に向けられた。戴冠式の後、嘉隆帝は海軍の艦隊を大幅に縮小し、1810年代には、ヨーロッパ式の艦艇のうち2隻だけが現役である程度であった。海軍の縮小は、主に要塞や道路、堤防、運河などの交通インフラに多額の予算を投じたことによる予算の制約が原因だった。しかし、1819年、嘉隆帝が自ら造船所を監督することで、造船の新たな段階が始まった。

### 社会政策
官吏の養成と採用のため、嘉隆帝は西山によって廃止された儒教の宮廷試験を復活させた。1803年、フエに国子監を設立した。その目的は、マンダリンの息子や優秀な学生に儒教の古典文学を教育することであった。1804年、嘉隆帝は地方に同様な学校を設立する勅令を公布し、職員やカリキュラムを規制するガイドラインを定めた。また1802年から嘉隆帝は、地方の教育制度と国子監の入学試験の選考過程を監督する教育長を任命する権利を持つようになる。学校の理事長は、理事長自身の部下と副理事長に補佐された。嘉隆帝は1814年に宮廷に、これらの目的は古典的な教育を受けた政治的に忠実な行政官の幹部を作ることであると以下のように説明した：
学校は、才能ある人物を見つけることができる場所である。私はかつての王に倣い、学識と才能のある人材を輩出し、国家が彼らを雇用できるよう、学校を設立した。

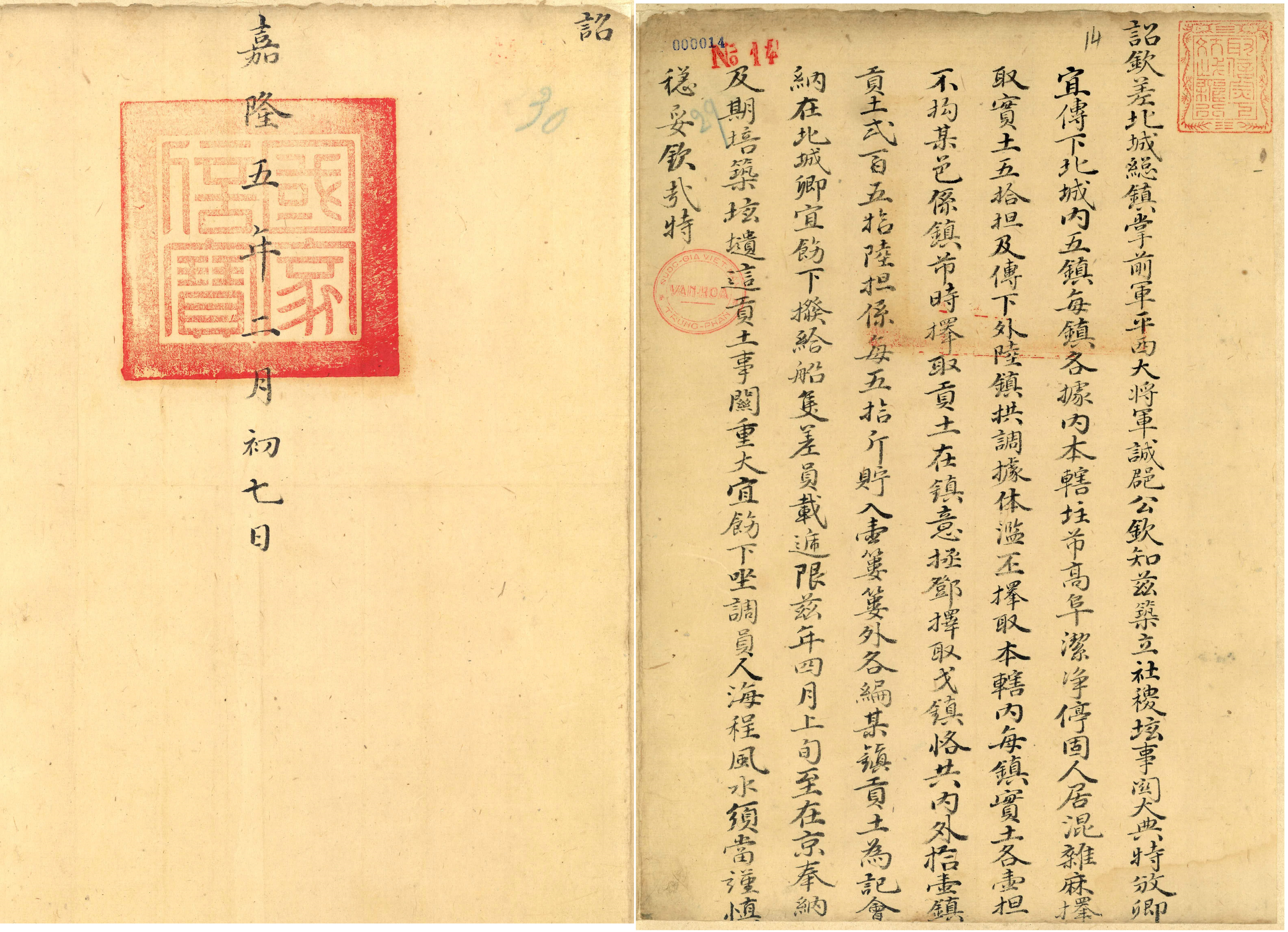
1806年、南郊壇建設の勅令。

1807年、阮朝初の官吏試験が地方単位で実施された。それ以来、阮朝の官僚の養成・選抜の方法は、試験が大半であった。試験の内容は四書五経で構成され、宋までの中国史が中心で、それ以外の知識は不問とされた。
15世紀の黎聖宗のホンドゥック時代から続いていた制度に代わり、嘉隆帝は新しい法規範を公布した。1811年、阮文誠率いる学者達のグループのもとで作業が開始され、1815年に「嘉隆帝法典」が発行された。嘉隆帝は自身のもとで形成された新体制を黎時代の体制と清朝の体制の混合であると主張したが、ほとんどの学者は清朝体制をほぼそのまま踏襲しただけであると考えている。この法典は後にポール=ルイ=フェリックス・フィラストルによってフランス語に翻訳された。それは、皇帝とその部下、そして伝統的な家族単位の権力と権威を強化することに重点を置いていた。重大な犯罪、特に国家に対する謀反の場合、死刑を含む集団的な罰が受刑者の家族に下された。

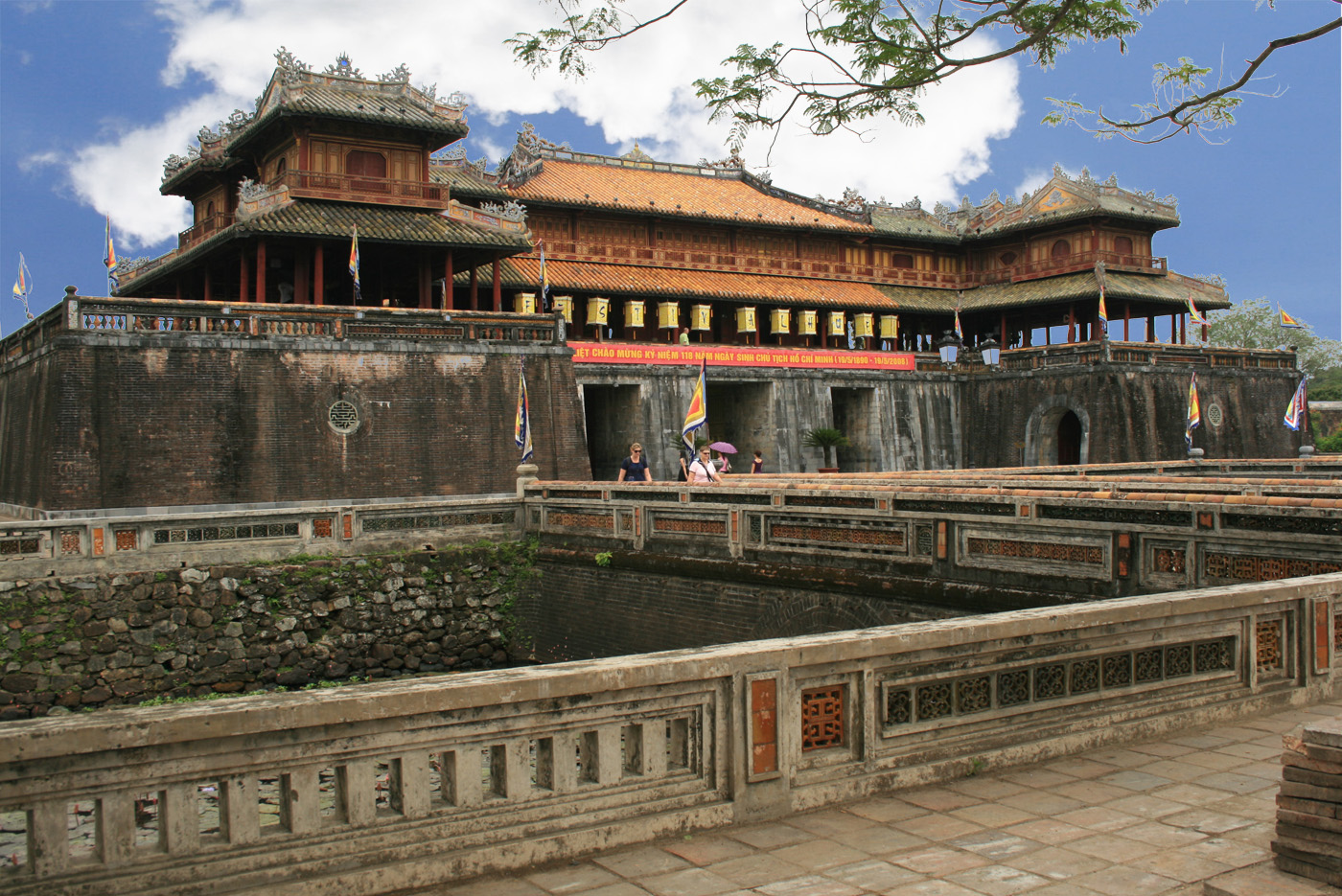
フエにある嘉隆帝も住んだ宮殿（皇城もしくは京城と呼ぶ）と城塞の入り口。

ベトナムが統一された時点から、国の中心は何世紀にもわたって南ベトナムへの移住と征服の後、どんどん南に移動していったことから、嘉隆帝も首都をそれまでのハノイからフイに遷都した。その後は富春（フエ）の老朽化した城塞を要塞の拠点として再建した。構造は一辺が2.5 kmの正方形で、9 mの城壁があり石積みで囲まれており、突き出た堡塁で守られ、それぞれ36門の砲で防防衛する形だった。城郭の外側と内側は堀で囲まれており、補強されていた。城塞の守備隊には800人の戦象部隊もいた。遷都後作られた新しい宮殿の構造、儀礼、宮廷の服装はすべて清朝の様式をそのまま取り入れたもので、宮殿と要塞の構造に関しては、1800年代の中国の紫禁城を縮小しそのまま似せたものだった。
嘉隆帝は、同盟国フランスのカトリック信仰を容認し、恩人への敬意という思いから、自由な布教活動を許可した。布教活動は、トンキンではスペイン人、中南部ではフランス人が中心に行われた。嘉隆帝死去時点では、ベトナムには6人のヨーロッパ人司教がいたとされる。当時のキリスト教徒の人口はトンキンで30万人、コーチシナで6万人と推定されている。しかし、嘉隆帝はベトナム文化において基本的な信条である伝統的な祖先崇拝をカトリックが非難していることに対しては不快感を示した。嘉隆帝はまた、国民の大多数が信仰していた仏教を軽蔑していたことでも知られている。宮廷の女性たちの間で仏教が人気だったにもかかわらず、嘉隆帝はしばしば仏教徒の活動を制限した。
1802年8月、嘉隆帝は、1770年代に一族を処刑した西山軍指導部に報復した。当時西山は囚われの身であった。これにより西山軍の阮一族の生き残り、主要な将軍とその家族は処刑された。阮恵とその王妃の遺骸は掘り起こされ、冒涜され、その息子である西山朝最後の君主阮光纘は両足を4頭の象に縄で繋がれ、象による八つ裂きの刑で処刑された。嘉隆帝は阮恵の改革を廃止し、以前の正統的な儒教に戻した。これには、政治において物事を決定する役職を軍から官吏にするよう復活させることが含まれ、儒学よりも科学を優先させた阮恵の教育改革を覆した。

## 家族と後継者

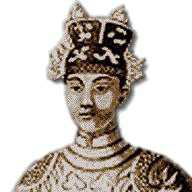
嘉隆帝の四男で後継者の明命帝。

嘉隆帝には多くの妻がいたが、最も有名な妃は承天高皇后、順天高皇后、妃・黎玉玶である。1780年、西山との戦いの最中、阮軍指揮官の娘宋福氏蘭と結婚した。二人の間には二人の息子がおり、長男が阮福昭で、生後間もなくフーコック島で亡くなり、後に英睿皇太子（阮福景）が生まれた。嘉隆帝が即位した後、妃となり、死後に承天高皇后の称号を与えられた。1781年頃、西山との戦争中に、2番目の妻・陳氏璫（後の順天高皇后）と結婚した。二人の間には、阮福膽、阮福旲、阮福昣の3人の息子が生まれた。ベトナム征服後、嘉隆帝は3番目の妻黎玉玶を娶った。彼女は黎王朝の最後の皇帝である黎顕宗の娘で、阮恵によって息子の阮光纘と婚約させられた。嘉隆帝が西山軍を破り、阮光纘を処刑した後、彼女を妻とした。嘉隆帝は一夫多妻制を好まなかったが、側近の忠誠心を確保するために一夫多妻制を行った。
英睿皇太子が対西山戦争中に天然痘で死去したため、英睿皇太子の子女が嘉隆帝の後継者になると思われていたが、1816年、後妻の息子である阮福膽が代わりに即位し、明命帝として統治した。嘉隆帝の子孫はその後カトリックに改宗し、祖先崇拝など儒教の伝統を守ろうとしなかったが、嘉隆帝は強い性格と西洋人に対する強い嫌悪感から明命帝を後継者とした。阮福膽は即位前、日本がキリスト教を追放し、根絶した（キリシタン禁制と鎖国）ことを称賛したと伝えられている。嘉隆帝は息子に、ヨーロッパ人、特にフランス人には敬意をもって接するが、優位な立場を与えないようにと言った。嘉隆帝は1820年2月3日に死去し、天授陵に葬られ、死後に世祖高皇帝と諡が付けられた。

### 皇后、後宮、子女

#### 皇后
1. 承天佐聖厚徳慈仁簡恭斉孝翼正順元高皇后宋氏蘭
2. 順天興聖光裕化基仁宣慈慶徳沢元功高皇后陳氏璫

#### 後宮
1. 徳妃黎氏評
2. 昭儀阮氏田
3. 昭容林氏拭
4. 昭容范氏禄
5. 昭容黄氏職
6. 昭容宋氏順
7. 昭容阮氏蘋
8. 婕妤楊氏事
9. 婕妤楊氏養
10. 美人鄭氏清
11. 美人陳氏彩
12. 美人蓋氏秋
13. 美人阮氏永
14. 美人潘氏鶴
15. 才人陳氏漢
16. 才人阮氏淵
17. 才人鄧氏縁
18. 左宮嬪宋氏楼
19. 宮嬪阮氏瑞

#### 皇子
(子女は14子18女がいた。)
1. 阮福昭（Nguyễn Phúc Chiêu）（夭折）
2. 東宮増睿皇太子（Đông Cung Tăng Duệ Hoàng Thái Tử）阮福景（Nguyễn Phúc Cảnh）、阮景（Nguyễn Cảnh）ともいう。
3. 順安公（Thuận An Công）阮福曦（Nguyễn Phúc Hy）
4. 阮福晙（Nguyễn Phúc Tuấn）（夭折）
5. 明命帝（Minh Mạng）阮福晈（Nguyễn Phúc Kiểu）、阮福膽（Nguyễn Phúc Đảm）ともいう。
6. 建安王（Kiến An Vương）阮福旲（Nguyễn Phúc Đài）
7. 定遠郡王（Định Viễn Quận Vương）阮福昞（Nguyễn Phúc Bính）
8. 延慶王（Diên Khánh Vương）阮福晋（Nguyễn Phúc Tân）
9. 奠磐公（Điện Bàn Công）阮福普（Nguyễn Phúc Phổ）
10. 紹化郡王（Thiệu Hoá Quận Vương）阮福昣（Nguyễn Phúc Chẩn）
11. 廣威公（Quảng Uy Công）阮福昀（Nguyễn Phúc Quân）
12. 常信郡王（Thường Tín Quận Vương）阮福昛（Nguyễn Phúc Cư）
13. 安慶郡王（An Khánh Quận Vương）阮福㫕（Nguyễn Phúc Quang）
14. 慈山公（Từ Sơn Công）阮福昴（Nguyễn Phúc Mão）

#### 公主
1. 平泰端慧長公主阮福玉珠
2. 平興婉淑長公主阮福玉瓊
3. 保禄貞和長公主阮福玉瑛
4. 富霑静質公主阮福玉珍
5. 保順貞慧長公主阮福玉玔
6. 徳和荘潔公主阮福玉玩
7. 安泰柔和太長公主阮福玉珴
8. 安礼婉淑公主阮福玉玖
9. 義和恭潔太長公主阮福玉玥
10. 安義貞麗太長公主阮福玉琂
11. 安恬厚敏公主阮福玉珉
12. 貞懿公主阮福玉珪
13. 定和端嫻公主阮福玉璣
14. 皇女阮福玉玿
15. 皇女阮福玉理
16. 柔潔公主阮福玉珹
17. 皇女阮福玉碧
18. 皇女阮福玉珵

## 元号
- 嘉隆 : 1802年 - 1820年